# Вольфрамовые руды

## Типы
Известно всего более 15 минералов, промышленно используются вольфрамиты (концентрация в минерале 74-76 % в пересчёте на оксид вольфрама(VI) WO3, в том числе ферберит и гюбнерит), а также шеелит. Минимальное приемлемое содержание WO3 в руде 0,1—0,5 % (богатые руды свыше 1 %, бедные 0,1 %-0,3 %), в случае россыпей не менее 200 г/м3. Основные попутные металлы: олово Sn, молибден Mo, бериллий Be, золото Au, медь Cu, свинец Pb, висмут Bi и цинк Zn. Главные добывающие страны — Россия, США, Республика Корея, Боливия, Таиланд, Канада, Австралия.

## Запасы
Запасы вольфрама в рудах в мире на 2015 год составляли 3833,4 тысяч тонн. Страны с большими запасами руд включают: Китай (2331 тысяч тонн; более половины общемировых запасов), Канаду (362 тысяч тонн), Россию (305,5 тысяч тонн), Австралию (283,7 тысяч тонн), Вьетнам (181,8 тысяч тонн).
По типам месторождений мировые запасы распределяются следующим образом:
- штокверковые вольфрамитовые (гидротермальные и грейзеновые) — 31 % запасов и шеелитовые — 29 % запасов; общая добыча 28 % WO3;
- скарново-шеелитовые — 23 % запасов, 25 % добычи;
- жильные вольфрамитовые — 12 %, 43 % добычи в связи с высокой (0,5-1.0 %) концентрацией WO3;
- стратиформные шеелитовые — 4 %;
- россыпные — менее 1 %.